# Тиенгун 2
Тиенгун 2 (на китайски: 天宫一号, буквално преведено „Небесен дворец 2“) е бъдеща китайска космическа лобаратория част от проекта Тиенгун. Планира се станцията да бъде изведена от Китайското национално космическо управление през 2015 година като трябва да замени прототипа Тиенгун 1, който бе изстрелян на 29 септември 2011 година.

## Разработване
През 2008 година Китайската космическа агенция публикува кратко резюме за Тиенгун-2 и наследника му Тиенгун 3. В резюмето се посочва, че няколко пилотируеми космически кораба ще бъдат скачени с Тиенгун 2. Планира се втората станция да бъде изведена в орбита някъде през 2015 година малко след като предшественика Тиенгун 1 е деорбитиран. Безпилотен товарен космически кораб ще бъде скачен със станцията за да достави провизии за продължително човешко присъствие на станцията.

## Техническа характеристика
Характеристика на Тиенгун 2:
- Екипаж: 3 (възможност за 20 дневно пребиваване на борда на станцията).[2]

- Дължина: 14,4 m[4]

- Максимален диаметър: 4,2 m[4]

- Маса: 20 000 kg[4]